# Manyana
Manyana is een dorp in het district Southern in Botswana. De plaats telt 3550 inwoners (2011).